# Flauto subcontrabbasso
Il flauto subcontrabasso è uno degli strumenti più grandi della famiglia dei flauti. È alto oltre 1,8 m e lungo oltre 4,5 m. Il termine può riferirsi a due varianti dello strumento.
1. Uno strumento in Sol, una quarta sotto il flauto contrabbasso in Do e due ottave sotto il flauto contralto in Sol; chiamato a volte flauto "doppio contralto".
2. Uno strumento in Do, tre ottave sotto il flauto traverso, due ottave sotto il flauto basso e un'ottava sotto il flauto contrabbasso; chiamato anche flauto "doppio contrabbasso".

Il flauto subcontrabbasso non viene quasi mai impiegato al di fuori di ensemble di flauti. Talvolta è chiamato il "gigante buono" della famiglia dei flauti, per via del suo suono delicato. Viene realizzato su ordinazione, ed è costruito in metallo o in PVC.
La casa giapponese Kotato & Fukushima ha prodotto solo quattro flauti doppio contrabbasso, venduti a 38 000 dollari statunitensi.  È stata composta una sola opera appositamente per questo strumento: "Genesis I:I" per voce recitante ed orchestra, del compositore statunitense Adam Gilberti.
Il flauto doppio contrabbasso in PVC ha un calibro maggiore rispetto ai modelli in metallo, è leggero (8-9 kg), economico e veloce da realizzare.

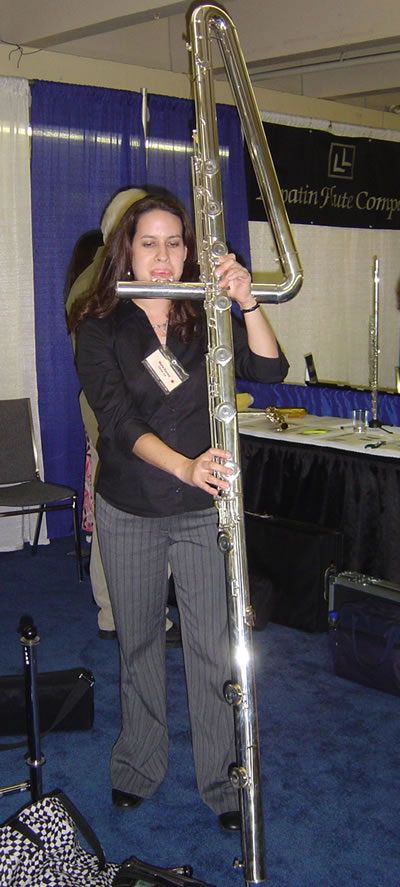
Un flauto subcontrabbasso in sol